# Henschel Hs 127
El Henschel Hs 127 era un prototipo de bombardero veloz alemán del que sólo se construyó un solo ejemplar. Derivaba del modelo Henschel Hs 124, un intento de cumplimentar diversas misiones como cazabombardero pesado bimotor, reconocimiento y apoyo táctico de la misma categoría que el Messerschmitt Bf 110 .

## Desarrollo
El Hs 127 era un monoplano de ala baja, con fuselaje metálico. Las alas estaban cubiertas de láminas de metal y disponían de flaps. Tenía un tren de aterrizaje retraíble que estaban equipado con amortiguadores para facilitar las operaciones desde aeródromos poco preparados. Los tres tripulantes se encontraban en el morro del avión.

### Se pide un bombardero táctico rápido
En 1935, el Reichsluftfahrtministerium (Ministerio del Aire del Tercer Reich –RLM) publicó un requerimiento para un bombardero táctico rápido. Junkers, Focke-Wulf, Messerschmitt y Henschel presentaron sus diseños. 
De acuerdo con las especificaciones del RLM, el avión debía ser capaz de mantener una velocidad de 500 km/h durante 30 minutos, despegar hasta los 20 m en no menos de 750 metros de pista y cargar una ametralladora defensiva y entre 500 y 800 kg de bombas como carga ofensiva. La tripulación debía consistir en el piloto, un navegador/bombardero y un artillero. Pronto Focke-Wulf se retiró y los tres fabricantes restantes presentaron sus proyectos: el futuro Hs 127, el Junkers Ju 88 y el Messerschmitt Bf 162. 
El primer vuelo del Hs 127 V1tuvo lugar a fines de 1937. El avión era más pequeño y más liviano que el Ju 88 y tenía una velocidad máxima de 565 km/h, pero fue elegido el Ju 88, entre otras razones, debido a su mayor capacidad de transporte de bombas.

### Cancelación del proyecto
En mayo de 1938, el contrato para el desarrollo del Hs 127 fue cancelado por el RLM y el tercer prototipo nunca fue terminado. 

## Especificaciones
Referencia datos: [cita requerida]

### Características generales
- Tripulación: 3
- Longitud: 12 m
- Envergadura: 18 m
- Peso vacío: 5.000 kg
- Peso cargado: 8.000 kg
- Planta motriz: 2× Motor V12 invertido refrigerado por líquido Daimler-Benz DB 600.
  - Potencia: 634 kW 850 HP cada uno.

### Rendimiento
- Velocidad máxima operativa (Vno): 568 km/h

### Armamento
- Bombas: 1.500 kg de bombas

### Secuencias de designación
- Sistema de designación aeronaves del RLM: ← Hs 124 · Hs 125 · Hs 126 · Hs 127 ·  Hs 128 · Hs 129 · Hs 130 →

### Listas relacionadas
- Anexo:Aeronaves militares de Alemania en la Segunda Guerra Mundial